# Hari Rud

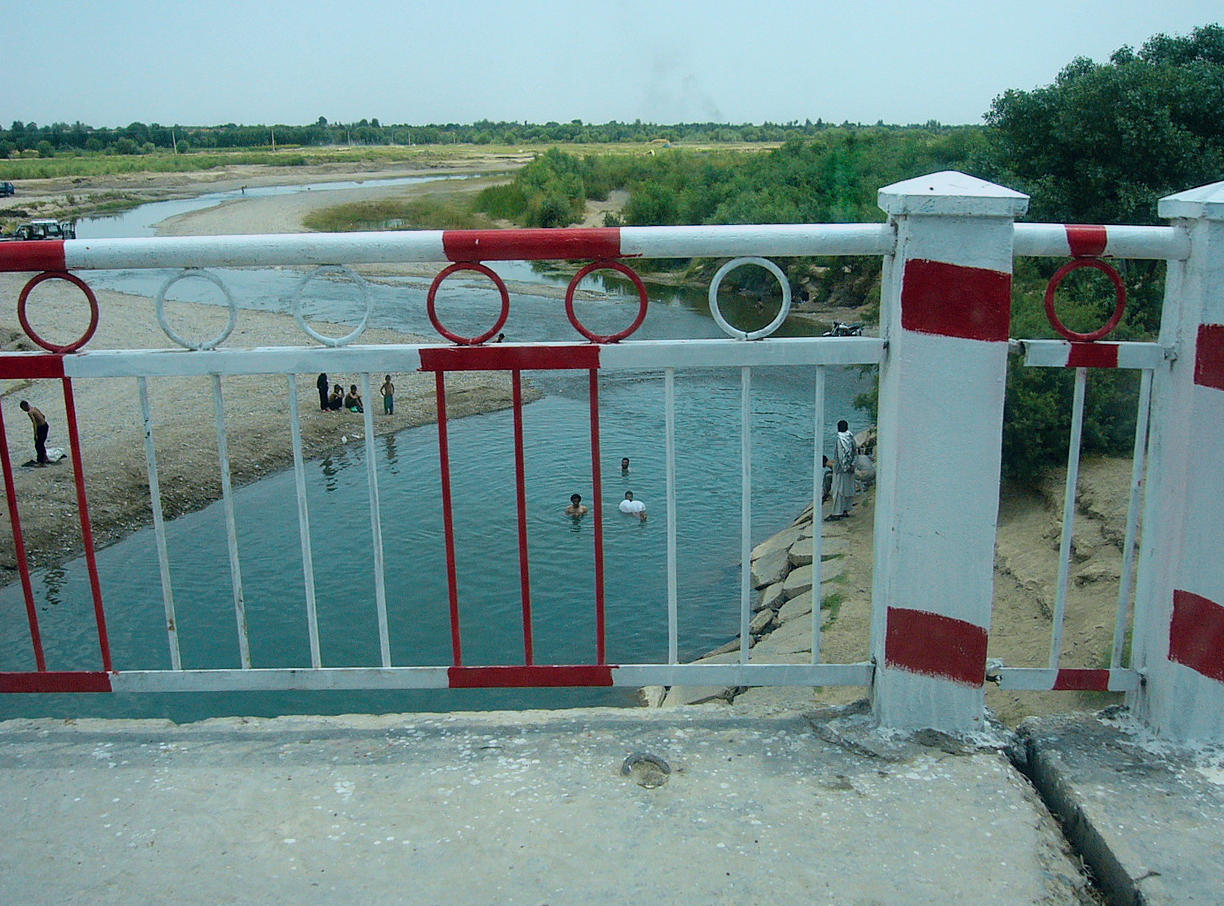
Sông Heray ở Herat

Sông Hari Rud hay Heray Rud (Dari: هری رود Hari Rūd, Heray Rūd, có nghĩa là sông Herat) là một dòng sông dài 1.100 kilômét chảy từ dãy núi ở trung Afghanistan đến Turkmenistan, nơi nó biến mất trong sa mạc Kara-Kum hình thành ốc đảo Tejend.

## Từ nguyên
Rud có nghĩa là "sông" trong tiếng Ba Tư. Tại Turkmenistan, nó được gọi là sông Tejen hoặc Tedzhen và đi gần ngang thành phố Tedzhen. Các sách cũ gọi đó là Hari Rud. Đối với người Hy Lạp cổ đại nó được gọi là Arius. Trong tiếng Latinh, nó được gọi là Tarius.

## Dòng chảy

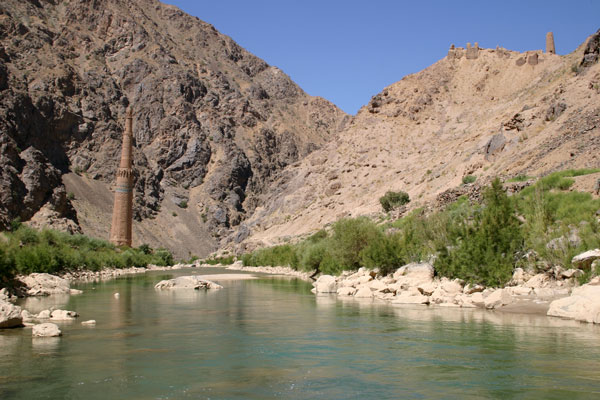
Tháp giáo đường ở Jam bên cạnh Hari Rud

Sông Hari Rud phát xuất ở miền trung Afghanistan ở rặng núi Baba (Koh-i-Baba), một phần của hệ thống Hindu Kush, và đi theo một hướng tương đối thẳng về phía tây tới tỉnh lỵ chaghcharan ở độ cao 2.280 m thuộc tỉnh Ghor. Vẫn còn khoảng 200 km (120 dặm) từ thượng nguồn sông Hari Rud gặp sông Jam ở vị trí của Tháp giáo đường ở Jam, tòa tháp cao thứ hai trên thế giới với chiều cao 65 mét (213 ft), một di sản thế giới được UNESCO công nhận. Ở phía tây Afghanistan, Hari Rud chảy về phía nam của thành phố Herat. Thung lũng xung quanh Herat nổi tiếng trong lịch sử vì sự phì nhiêu và canh tác dầy đặc. Sau Herat, con sông quay về hướng tây bắc, sau đó hướng bắc, tạo thành phần phía bắc của biên giới giữa Afghanistan và Iran. Xa hơn về phía bắc, nó tạo thành phần phía nam-đông của biên giới giữa Iran và Turkmenistan. Đập Hữu nghị Iran-Turkmenistan nằm trên sông. Nhà máy thủy điện (16 MW) được vận hành từ tháng 10 năm 2005 bởi Iran cùng với Turkmenistan. Đập được sử dụng để tưới nước cho khu vực xung quanh và để cung cấp nước cho Mashhad. Hari Rud tiếp tục chảy qua thị trấn biên giới Zêrakh (Turkmenistan) / Sarakhs (Iran), ngang qua kênh đào Karakum ở Turkmenistan và kết thúc ở phía tây của thành phố ốc đảo Tedschen một ốc đảo rộng 60 km trong sa mạc Karakum.
Năm 2000, con sông khô hoàn toàn trong một cuộc hạn hán kéo dài 10 tháng.